# أفقر رئيس في الدنيا
أفقر رئيس في الدنيا (بالإسبانية: El Pepe, Una Vida Suprema)‏ هو فيلم وثائقي لعام 2018 من إخراج المخرج الصربي الحائز على جائزة أمير كوستوريتسا وبطولة رئيس أوروغواي السابق (والمقاتل السابق في حرب العصابات) خوزيه موخيكا. تدور الفرضية حول حياة خوسيه «بيبي» موخيكا وإرث آخر رئيس لأوروغواي.

## طاقم التمثيل
- خوزيه موخيكا
- لوسيا توبولانسكي
- إليوتريو فرنانديز هويدوبرو
- موريسيو روزنكوف
- أمير كوستوريتسا

## النشر
ظهر الفيلم الوثائقي، خارج المنافسة، في مهرجان البندقية السينمائي 2018. وأصبح متاحاً للبث على نتفليكس في 27 كانون الثاني 2019.

### استقبال
وقد نال الفيلم الثناء والنقد على حد سواء.
أصبح مقاتل حرب العصابات السابق في توبامارو، خورخي زابالزا، الذي توفي شقيقه في فيلم Take of Pando عام 1969, ناقداً صريحاً للفيلم.